# Kolej linowa na Jaworowy

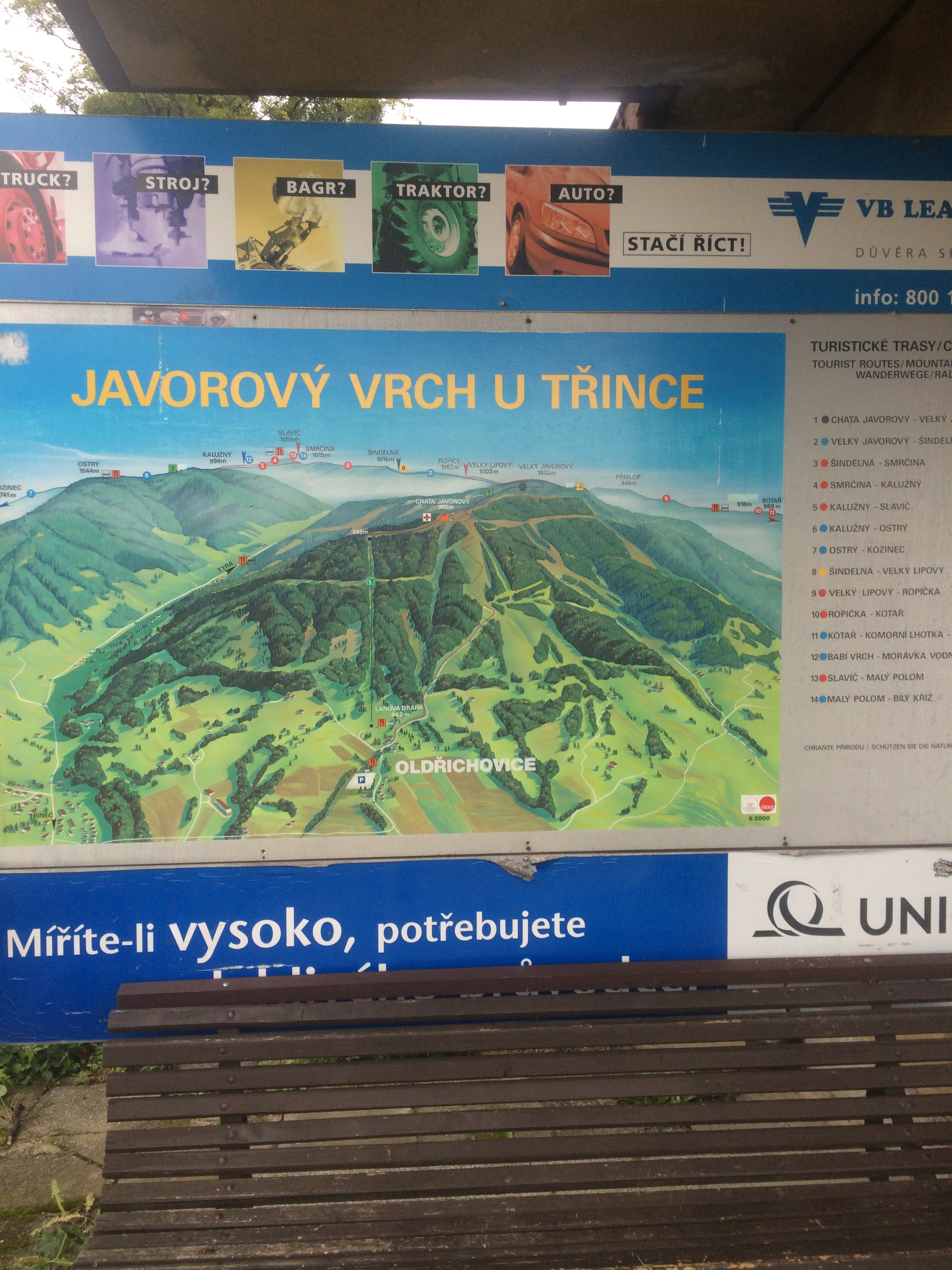
Mapa trasy na Jaworowy

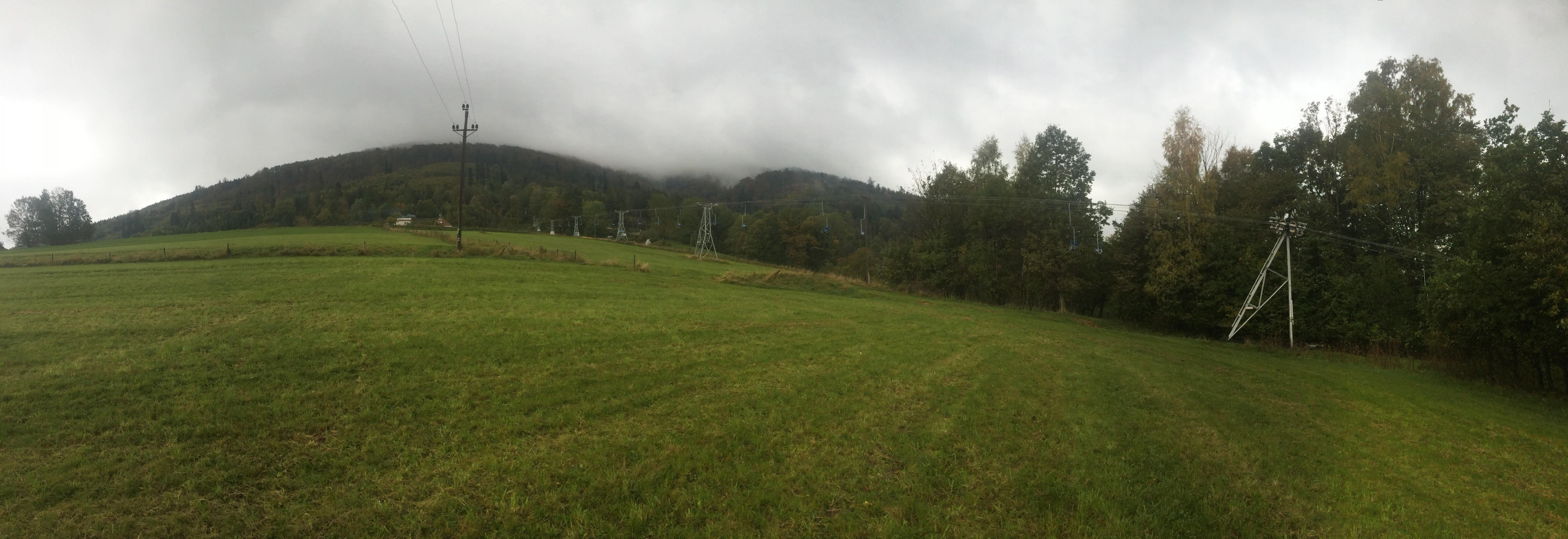
Krajobraz razem z koleją linową na Jaworowy

Kolej linowa na Jaworowy (cz. Lanovka, Lanovka Javorový) – kolej linowa w Beskidzie Morawsko-Śląskim, w Czechach. Służy do transportu turystów z Oldrzychowic na górę Jaworowy.

## Historia
Budowę kolei linowej rozpoczęto w roku 1955. Sam tor został wyprodukowany przez państwową firmę Transporta Chrudim na przełomie 1954 –1955 roku. Pierwotnie kolej miała zostać dostarczona do Sarajewa, jednak klient jej nie przejął. Z tego powodu wyznaczono nowe miejsce dla kolei, mianowicie górę Jaworowy w Oldrzychowicach (cz. Javorový vrch u Oldřichovic u Třince).
Pierwsze uruchomienie kolei linowej miało miejsce 7 lipca 1957 roku.
Od początku tor był obsługiwany przez spółkę ČSD (Československé státní dráhy), która w 1957 r. próbowała się go pozbyć przez sprzedaż. Ponieważ jednak nie znaleźli nabywców, tor pozostawał w ich posiadaniu do 1996 roku, kiedy został sprywatyzowany. Obecnie (2021) właścicielem jest firma BYTOSLAN spol. s.r.o.

## Typ kolei linowej

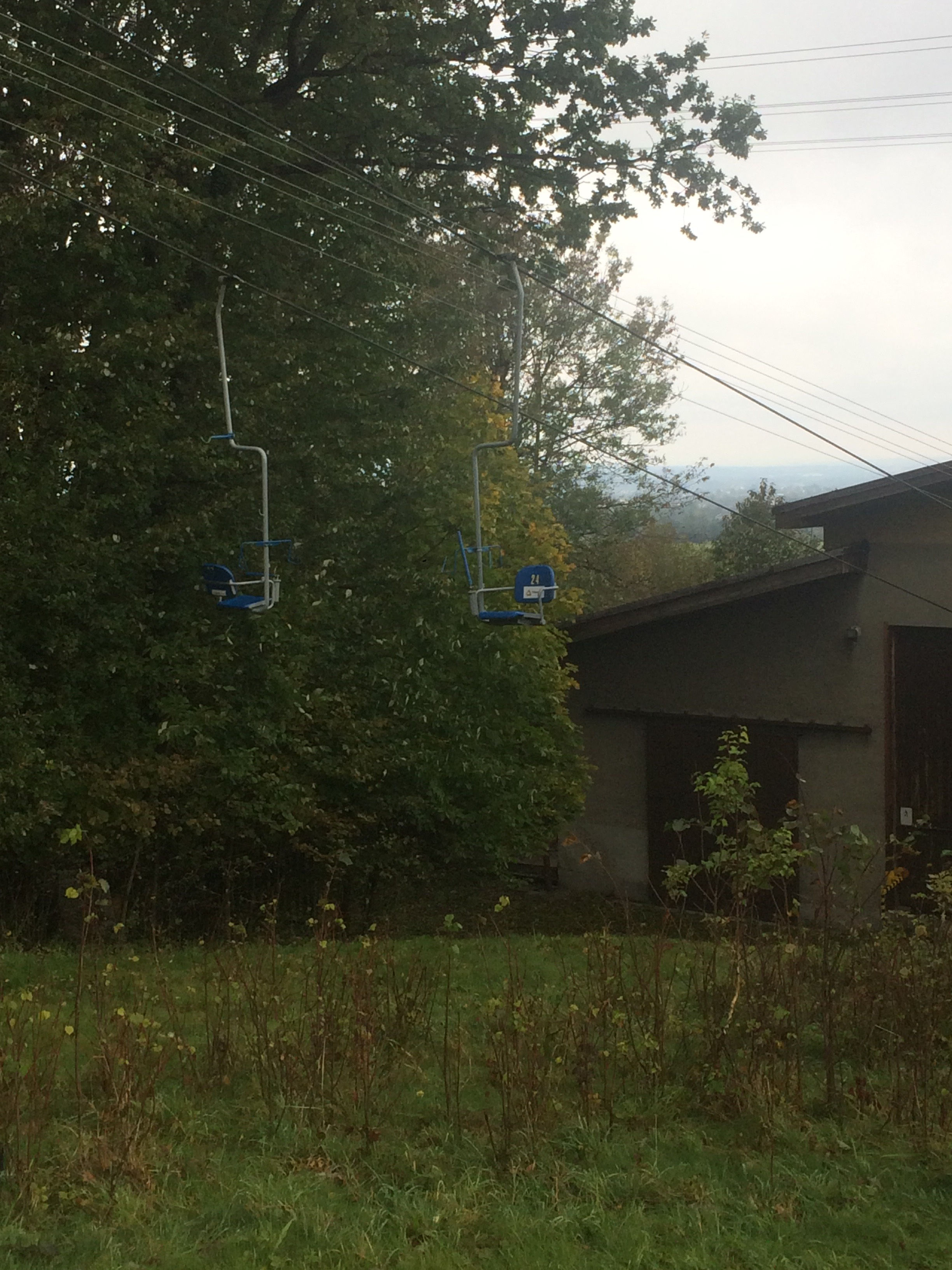
Krzesełka kolei linowej na Jaworowy

Linia pojedyncza systemu cyrkularnego z pewnym zawieszeniem jednoosobowych krzesełek.
- maksymalna ilość miejsc: 364 osób/godz.
- długość skośna: 1310m
- stacja dolna: 462 m n.p.m. w Oldrzychowicach
- stacja górna: 886 m n.p.m. w Oldrzychowicach
- maksymalna prędkość: 2,25 m/s
- czas jazdy: 9,7 min.
- producent: Transporta Chrudim[4]
- właściciel: Bytoslan spol. s.r.o..[5]
- rekonstrukcja siodełek: 1997 r.

## Restauracja
W restauracji w stacji dolnej jest możliwość zakwaterowania, organizowania różnych imprez (tj. impreza urodzinowa, wigilijka) lub szkoleń. W budynku można również pograć w kręgle albo w minigolfa.